# إريس مورا
إريس مورا (بالإسبانية: Iris Mora) (22 سبتمبر 1981 في المكسيك - ) هي لاعبة كرة قدم مكسيكية في مركز الهجوم، شاركت في الألعاب الأولمبية الصيفية 2004. وشاركت مع منتخب المكسيك لكرة القدم للسيدات. أما مع النوادي، فقد لعبت مع UCLA Bruins women's soccer ‏.

## وصلات خارجية
- إريس مورا على موقع الاتحاد الدولي (مؤرشف)  (الإنجليزية)
- إريس مورا على موقع قاعدة بيانات كرة القدم.إي يو (الإنجليزية)
- إريس مورا على موقع أوليمبيديا (الإنجليزية)